# 天津商业大学
天津商业大学（Tianjin University Of Commerce），简称天商（TUC），原名天津商学院，建于1980年5月7日，原隶属于国家中华人民共和国商业部。于2007年4月2日更名为天津商业大学，现由天津市和教育部共同管理，是天津市属重点大学，国家首批卓越农林人才教育培养计划改革试点高校，入选国家级人才培养模式创新实验区、国家级大学生创新创业训练计划、教育部首批新工科研究与实践项目、数据中国“百校工程”天津市一流学科建设项目、天津市卓越工程师人才教育培养计划。是一所以商学为主，多学科共同发展的高等学校。学校坐落于天津市北辰区光荣道409号，占地面积约1400亩，建筑面积约60万平方米，现有在校学生2.3万余人。
在学科建设上，学校坚持以商科类为主，同步发展经济、法律、文理等学科。学校现有管理创新与评价研究中心、食品生物技术两个市级重点实验基地，同时拥有“国家工程中心”即国家级实验中心。同时拥有制冷及低温工程、产业经济学、企业管理、农产品加工及贮藏共四个省部级重点学科，其中制冷及低温工程为该校重点专业，在制冷行业内具有一定名气。
学校设有商学院、机械工程学院、设计学院、生物技术与食品科学学院、经济学院、法学院、信息工程学院、外国语学院、公共管理学院、理学院、艺术学院、佛罗里达国际合作学院、国际教育学院、马克思主义学院13个学院和大学外语教学部、基础课教学部、体育教学部、研究生部4个教学部，以及高职与继续教育学院。还有制冷研究所、商业综合设计院、现代日本研究所、经济研究所、经济信息研究所、海洋药物与食品研究所、企业社会责任研究中心等多个研究所（中心）。
学校现有50个本科专业，11个硕士学位授权一级学科点，12个专业硕士学位类别，学校具有推荐优秀应届本科毕业生免试攻读研究生资格，以及港澳台研究生招生资格和同等学力人员申请硕士学位授予权。现有中华人民共和国财政部和天津市共同支持重点学科建设四个，教学科研仪器设备总值达到5.78亿元。图书馆现有中外文藏书226万余册，期刊杂志2000余种，中外文数据库66余个，电子图书421.91万余册。定期公开出版有专业刊物1种。
（数据截至2024年3月）